# Distretto di Senirkent
Il distretto di Senirkent (in turco Senirkent ilçesi) è uno dei distretti della provincia di Isparta, in Turchia.